# Kasai
Kasai (u Angoli se naziva Cassai) je rijeka u središnjoj Africi, pritoka rijeke Kongo, koja protječe kroz Angolu i Demokratsku Republiku Kongo (DRK).
Rijeka Kasai izvire u Angoli, protječe granicom između Angole i Demokratske Republike Kongo, zatim teče kroz DRK gdje se u blizini glavnog grada Kinshase ulijeva u Kongo.
Značajnije pritoke rijeke su Fimi, Kwango i Sankuru, dio rijeke Kasai nakon ulijevanja rijeke Fimi do ušća u Kongo naziva se Kwah.